# Classe St. Louis (incrociatore 1938)
Gli incrociatori leggeri della classe St. Louis della United States Navy erano una sottoclasse degli incrociatori della classe Brooklyn. Le due navi della classe, St. Louis (CL-49) ed Helena (CL-50), beneficiarono delle esperienze maturate con la costruzione delle sette unità "Brooklyn" e furono completate con alcune variazioni e migliorie.

## Caratteristiche
I St. Louis, come i “Brooklyn” avevano uno scafo con il ponte di coperta continuo e poppa a specchio. Le sovrastrutture risultarono più raccolte in quanto la struttura su cui insistevano le direzioni del tiro dei cannoni poppieri venne spostata verso prora, favorendo più ampi campi di tiro per le armi antiaerei.

## Propulsione
L'apparato motore, disposto a gruppi alternati, con una sistemazione più razionale e tale da garantire una maggiore affidabilità in caso di colpi a bordo, era composto da otto caldaie Babcock & Wilcox il cui vapore alimentava quattro turbine con quattro assi con relative eliche. La potenza era di 100.000 hp e consentiva alle unità della classe di raggiungere la velocità massima di 33 nodi.

## Armamento
L'armamento principale era costituito da cinque torri triple da 152/47 a cui si aggiungevano otto cannoni da 127 mm, però del nuovo modello 127/38 che erano armi duali antiaerei e antinave, raggruppati su quattro impianti binati in installazione completamente chiusa, tale da fornire maggiori sicurezza e protezione per armieri e serventi, a differenza dei Brooklyn che erano armati con otto cannoni singoli da 127/25 antiaerei, disposti in quattro impianti binati per lato.
L'armamento leggero antiaereo era costituito da quattro mitragliere quadruple da 28mm e da dodici mitragliere singole da 20 mm Oerlikon.

## Servizio
St. Louis ed Helena, inquadrati nella Flotta del Pacifico, il 7 dicembre 1941 si trovavano a Pearl Harbor e nel corso dell'attacco giapponese, l'incrociatore Helena riportò gravi danni, essendo stato colpito da un siluro sganciato da un velivolo giapponese, rientrando in squadra solamente dopo l'estate del 1942, dopo un lungo ciclo di lavori.

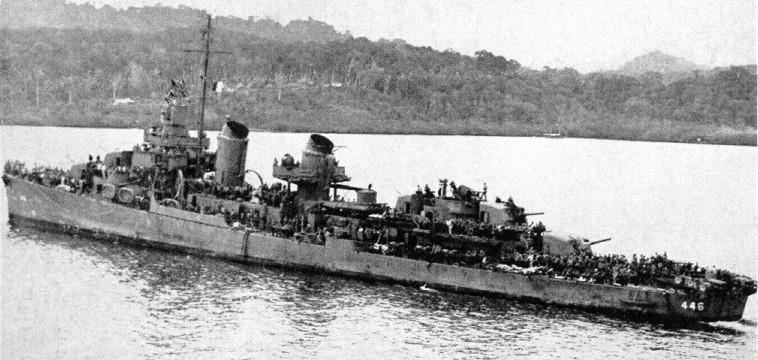
i sopravvissuti all'affondamento dell'Helena a bordo del cacciatorpediniere USS Radford

Nel corso della battaglia di Capo Esperance i cannoni dell'Helena danneggiarono pesantemente l'incrociatore pesante giapponese Aoba.
Nella notte tra il 5 e il 6 luglio, nel corso della battaglia del Golfo di Kula l'Helena venne affondato da tre siluri lanciati dai cacciatorpediniere giapponesi Suzukaze e Tanikaze. Pochi giorni dopo, l'11 luglio il St. Louis, insieme all'incrociatore Honolulu della classe Brooklyn e all'incrociatore neozelandese Leander, nel corso della battaglia di Kolombangara  affondò l'incrociatore leggero giapponese Jintsu. Nello scontro il St. Louis venne danneggiato colpito da un siluro nella zona di prua.
Dopo essere rientrato in servizio il St. Louis il 27 novembre 1944 venne colpito da un kamikaze nei pressi di Leyte.
Al termine del secondo conflitto mondiale il St. Louis, come tutti i Brooklyn, venne collocato in riserva per essere poi venduto nel 1951 alla Marinha do Brasil, insieme all'incrociatore USS Philadelphia.

## Unità
| US Navy - Classe St. Louis | US Navy - Classe St. Louis | US Navy - Classe St. Louis | US Navy - Classe St. Louis | US Navy - Classe St. Louis | US Navy - Classe St. Louis | US Navy - Classe St. Louis | US Navy - Classe St. Louis                             |
| Nome                       | Sigla                      | Cantiere                   | Impostazione               | Varo                       | Entrata in servizio        | Disarmo                    | Destino finale                                         |
| USS St. Louis              | CL-49                      | Newport News               | 10 dicembre 1936           | 15 aprile 1938             | 19 maggio 1939             | 20 giugno 1946             | Al Brasile il 22 gennaio 1951 e ribattezzato Tamandarè |
| USS Helena                 | CL-50                      | New York Navy Yard         | 9 dicembre 1936            | 28 agosto 1938             | 18 settembre 1939          |                            | Affondato il 6 luglio 1943                             |
| -------------------------- | -------------------------- | -------------------------- | -------------------------- | -------------------------- | -------------------------- | -------------------------- | ------------------------------------------------------ |

## Servizio nella Marinha do Brasil
La Marinha do Brasil acquistò dagli Stati Uniti nell'ambito del Mutual Defense Assistance Program gli incrociatori Philadelphia (CL-41) della classe Brooklyn e St. Louis (CL-49), che all'atto del trasferimento, avvenuto il 10 gennaio 1951, vennero rispettivamente ribattezzati Almirante Barroso e Almirante Tamandarè, abbreviati successivamente con un provvedimento amministrativo in Barroso e Tamandarè, con il primo andato in disarmo a maggio del 1973 e radiato a novembre dello stesso anno ed in seguito smantellato in un cantiere di demolizione nelle vicinanze del porto di Santos ed il secondo in disarmo nel 1976, venduto per la demolizione a un cantiere di Hong Kong e affondato il 24 agosto 1980, durante una forte burrasca, al largo del Capo di Buona Speranza, mentre ne era in corso il rimorchio verso la sua destinazione finale.